# دنیل ژلین
دنیل ژلین (فرانسوی: Daniel Gélin‎؛ ۱۹ مهٔ ۱۹۲۱ – ۲۹ نوامبر ۲۰۰۲) یک هنرپیشه، کارگردان فیلم و فیلم‌نامه‌نویس اهل فرانسه بود.
از فیلم‌ها یا برنامه‌های تلویزیونی که وی در آن نقش داشته است می‌توان به مردان، زنان: یک راهنمای کاربری، مردی که زیاد می‌دانست، حادثه‌ای در ترن، آن شب در وارن، لا روند، کودکان، ملاقات در ژوئیه، صدای سکوت ، کارتاژ در شعله‌های آتش اشاره کرد.